# Вултуру (Вранча)
Вултуру (рум. Vulturu) — село у повіті Вранча в Румунії. Входить до складу комуни Вултуру.
Село розташоване на відстані 167 км на північний схід від Бухареста, 20 км на південний схід від Фокшан, 52 км на північний захід від Галаца, 140 км на схід від Брашова.

## Населення
За даними перепису населення 2002 року у селі проживали 4174 особи. Усі жителі села рідною мовою назвали румунську.
Національний склад населення села:
| Національність | Кількість осіб | Відсоток |
| -------------- | -------------- | -------- |
| румуни         | 3983           | 95,4%    |
| цигани         | 191            | 4,6%     |